# Vin et société
Vin et société est une association et un lobby français du vin. L'association, créée en 1995, est sise au 12 rue Sainte-Anne à Paris.

## Histoire
L'association est créée par les représentants de la filière viticole française en 1995 avec un triple objectif : « adapter la loi Évin aux particularités du vin ; inciter les pouvoirs publics à distinguer le vin des autres boissons alcoolisées en vertu de ses effets bénéfiques (si consommé avec modération) et de la dimension historique de sa consommation en France ; mieux cibler la lutte anti-alcoolique en s’attaquant davantage aux « mauvais comportements » qu’aux produits ».
L'association demande dès sa création à être associée aux dispositifs de lutte contre l'alcoolisme, et obtient en 2005 la création d'un Conseil de modération et de prévention qui comprend de nombreux représentants de la filière du vin.
Elle lance en 2001 une pétition auprès des responsables politiques et administratifs en faveur du vin, demandant à « rétablir la juste place du vin dans la société », et obtient plus de 100 000 signatures. Les élections législatives de 2002 ont été soumises à l'ensemble des candidats une charte qui leur permettra de mettre en place une politique de formation et de responsabilisation à la consommation de vin, d'ouvrir la possibilité de communiquer sur les aspects bénéfiques du vin, de ne pas augmenter la fiscalité sur le vin, de clarifier la réglementation appliquée en matière de publicité et d'ouvrir un débat sur la place.« mettre en place une politique de formation et de responsabilisation à la consommation de vin, à ouvrir la possibilité de communiquer sur les aspects bénéfiques du vin, à ne pas augmenter la fiscalité sur le vin, à clarifier la réglementation appliquée en matière de publicité et à ouvrir un débat sur la place du vin dans la société ».

## Fonctionnement
La structure compte, en 2018, quatre salariés et son budget annuel s'élèvent à 1,6 million d'euros.
Elle indique représenter 21 organisations interprofessionnelles régionales et 7 organisations professionnelles nationales.
Son président est Samuel Montgermont depuis novembre 2021.

## Communication
Vin et société réalise des campagnes de publicité. La campagne de 2015 est critiquée par la Haute Autorité de santé car, selon elle, c'est une « campagne publicitaire qui détourne un outil médical de lutte contre les dangers de l’alcool ».
Le lobby vin et société s'est notamment associé à Mon quotidien et aux incollables (groupe Play Bac) pour « contourner les règles » et « faire entrer des publications sur le vin dans les bibliothèques scolaires ».
En juillet 2019, Vin et Société lance une campagne d'information et de prévention de la consommation de vin, par l'action de recracher lors d'une dégustation,. Elle incite les gens à oser recracher le vin, en expliquant que ce geste n'est pas perçu comme négatif par les producteurs.

### Activité de lobbying
Vin et société déclare à la Haute Autorité pour la transparence de la vie publique exercer des activités de lobbying en France pour un montant qui n'excède pas 75 000 euros sur le second semestre 2017, et 200 000 euros en 2018. Pouvant compter sur le relais du groupe Vigne, vin et œnologie à l’Assemblée, qui regroupe plus d’une centaine de députés elle obtient lors de l’examen de la loi santé en 2015 d'assouplir la loi Évin encadrant la publicité sur les boissons alcooliques en France, notamment en autorisant la publicité pour le vin sur internet.
Les positions de l’association Vin et Société ont été largement relayées par les groupes d’études parlementaires sur le vin à l’Assemblée nationale et par l’Association nationale des élus de la vigne et du vin (ANEV). Ceux-ci ont rouvert le débat sur la loi Évin en suscitant des manifestations publiques, et usé de leur compétence législative pour modifier la loi à trois reprises, en 1994, 1996 et 1998 .
Selon Le Monde, le lobbying conséquent de Vin et société en 2018 a conduit au rejet de l'amendement de la députée Audrey Dufeu-Schubert, qui visait à aligner la taxation des vins aromatisés sur celle des prémix.
Le lobbying de Vin et société auprès des institutions européennes est confié à deux sociétés de relations publiques, Arcturus Group pour un montant annuel inférieur à 50 000 euros, et Anthenor Public Affairs pour un montant inférieur à 10 000 euros.

## Controverses

### Critiques des associations de santé publique
Selon l'Association nationale de prévention en alcoologie et addictologie (ANPAA) et la Fédération française d'addictologie (FFA), Vin et Société pratique la désinformation scientifique. Ces organisations dénoncent « le cynisme du lobby des alcooliers », l'ANPAA considérant que « Vin & Société emploie des méthodes d'une autre époque, celles du lobby du tabac qui a longtemps enfumé les consommateurs ». Cette critique concerne également l'industrie de l'alcool dans le monde entier ; la consommation d'alcool est aujourd'hui considérée comme cancérigène, malgré les efforts faits par les producteurs pour que les liens entre alcool et cancers mis en évidence par les études épidémiologiques ne soient pas reconnus du grand public.

## Pratiques illégales et lobby alcoolier
En 2021, un documentaire de 108 minutes de Cash Investigation décrit les stratégies internes, offensives et dangereuses, du groupe Pernod-Ricard (dont les 32 marques ont fait en 2020 un chiffre d'affaires de plus de 8 milliards d'euros). Le reportage met en évidence des contournements de la loi Évin pour créer de l'addiction aux boissons alcoolisées, notamment chez de jeunes clients, au mépris de la santé des commerciaux eux-mêmes (ces derniers étaient poussés à boire avec des clients ou de futurs clients de la marque). Élise Lucet y montre que le lobby du vin (celui des alcools qui est le moins taxé) fait pression sur le pouvoir politique (dont via le groupe d'étude parlementaire Vigne, vin et œnologie), par exemple pour limiter la taxation des vins aromatisés (ou vinopops) ; le lobby des alcooliers a réussi à fortement limiter cette taxation, alors que le bilan annuel des dégâts de l'alcool dépassait les 3 milliards d'euros en frais de santé en France. Dans le monde, certains scientifiques soutenus par le lobby de l'alcool, continuent à affirmer que le vin est bon pour la santé, allégation qui n'est plus scientifiquement démontrée.

### Audrey Bourolleau
Audrey Bourolleau, ancienne déléguée générale de Vin et Société, devient lors de la campagne présidentielle en 2017 référente d’En marche, chargée du programme du candidat Emmanuel Macron sur les questions agricoles, puis est nommée par ce dernier conseiller agriculture, pêche, forêt et développement rural à l’Élysée. Cette nomination d'une ancienne responsable du « plus important lobby de l'alcool » suscite une polémique et laisse présager un possible conflit d'intérêts,, particulièrement lorsque le président de la République déclare le 22 février 2018 au Salon de l'agriculture « Moi, je bois du vin le midi et le soir. Je crois beaucoup à la formule de Pompidou : "N’emmerdez pas les Français !" »,.

### Perception du lobbying
Le directeur de recherches au CNRS Olivier Costa estime que si « la réforme de la loi Évin, tout comme la création du Conseil de modération et de prévention, ont constitué des trophées importants pour les responsables de la filière vitivinicole,(...) cette utilisation de l’argument French paradox ne doit toutefois pas masquer l’incapacité de la filière française de l’alcool – et plus encore celle du vin – à proposer une autorégulation crédible et une action efficace dans le domaine de la lutte contre l’abus d’alcool, telle qu’elle se pratique couramment à l’étranger ».